# Calcio agli Island Games 2003 - Torneo femminile
Il torneo di calcio femminile agli Island Games 2003, che si sono svolti sull'isola di Guernsey, fu la seconda edizione della competizione. I 16 incontri si svolsero tra il 29 giugno ed il 4 luglio 2003 e videro la vittoria finale delle Isole Fær Øer, al secondo titolo consecutivo.

## Formato
Le 8 squadre partecipanti furono suddivise in due gruppi da 4 ciascuno. La prima fase prevedeva un girone all'italiana con gare di sola andata, mentre la seconda scontri diretti in base alla posizione in classifica nel gruppo, per decidere le posizioni dall'ottava alla prima.

## Partecipanti
- Anglesey
- Gotland
- Guernsey
- Isola di Man

- Isola di Wight
- Fær Øer
- Jersey
- Rodi

## Competizione

### Fase a gironi

#### Gruppo A
| Squadra  | P.ti | G | V | P | S | GF | GS | DR  |
| -------- | ---- | - | - | - | - | -- | -- | --- |
| Gotland  | 9    | 3 | 3 | 0 | 0 | 23 | 2  | +21 |
| Guernsey | 6    | 3 | 2 | 0 | 1 | 9  | 8  | +1  |
| Anglesey | 3    | 3 | 1 | 0 | 2 | 2  | 15 | -13 |
| Rodi     | 0    | 3 | 0 | 0 | 3 | 3  | 12 | -9  |

| 29 giugno 2003 | Rodi | 1 – 7 | Gotland |  |

| 29 giugno 2003 | Guernsey | 5 – 0 | Anglesey |  |

| 30 giugno 2003 | Anglesey | 0 – 10 | Gotland |  |

| 30 giugno 2003 | Guernsey | 3 – 2 | Rodi |  |

| 1º luglio 2003 | Anglesey | 2 – 0 | Rodi |  |

| 1º luglio 2003 | Guernsey | 1 – 6 | Gotland |  |

#### Gruppo B
| Squadra        | P.ti | G | V | P | S | GF | GS | DR  |
| -------------- | ---- | - | - | - | - | -- | -- | --- |
| Fær Øer        | 9    | 3 | 3 | 0 | 0 | 29 | 0  | +29 |
| Jersey         | 6    | 3 | 2 | 0 | 1 | 8  | 9  | -1  |
| Isola di Wight | 3    | 3 | 1 | 0 | 2 | 3  | 15 | -12 |
| Isola di Man   | 0    | 3 | 0 | 0 | 3 | 1  | 17 | -16 |

| 29 giugno 2003 | Jersey | 4 – 1 | Isola di Wight |  |

| 29 giugno 2003 | Isola di Man | 0 – 11 | Fær Øer |  |

| 30 giugno 2003 | Jersey | 4 – 1 | Isola di Man |  |

| 30 giugno 2003 | Isola di Wight | 0 – 11 | Fær Øer |  |

| 1º luglio 2003 | Isola di Wight | 2 – 0 | Isola di Man |  |

| 1º luglio 2003 | Jersey | 0 – 7 | Fær Øer |  |

### Fase finale

#### Finale 7º-8º posto
| 3 luglio 2003 | Rodi | 4 – 0 | Isola di Man |  |

#### Finale 5º-6º posto
| 3 luglio 2003 | Isola di Wight | 2 – 0 | Anglesey |  |

#### Finale 3º-4º posto
| 4 luglio 2003 | Guernsey | 2 – 3 | Jersey |  |

### Finale
| 4 luglio 2003 | Fær Øer | 5 – 2 | Gotland |  |

## Campione
ISOLE FæR ØER
(Secondo titolo)

### Classifica finale
| Pos | Paese          | Medaglia |
| --- | -------------- | -------- |
| 1   | Fær Øer        | Oro      |
| 2   | Gotland        | Argento  |
| 3   | Jersey         | Bronzo   |
| 4   | Guernsey       |          |
| 5   | Isola di Wight |          |
| 6   | Anglesey       |          |
| 7   | Rodi           |          |
| 8   | Isola di Man   |          |